# Каббасин
Каббасин, Кабасин (араб. قباسين‎; курд. Qebasîn) или Башкёй (араб. باش كوي‎; тур. Başköy) — город расположенный в районе Эль-Баб, мухафазы Халеб, Сирия.

## География
Город находится в районе Эль-Баб, к северо-востоку от центра района, города Эль-Баб, к юго-западу от города Арима и к северу от города Бизаа.

## Транспорт
Ближайший гражданский аэропорт — Международный аэропорт Алеппо.